# Leucippe fils de Périérès
Pour les articles homonymes, voir Leucippe (homonymie).
Dans la mythologie grecque, Leucippe ou Leucippos (en grec ancien Λεύκιππος / Leúkippos), fils de Périérès et de Gorgophoné (fille de Persée), et frère de Tyndare, Apharée et Icarios, est le père d'Hilaire et Phébé (par Philodicé) et Arsinoé (d'autres auteurs font de cette dernière l'épouse de Leucippe).
Castor et Pollux enlevèrent Phébé et Hilaire et se marièrent avec elles. En retour, Idas et Lyncée, fils d'Apharée et donc neveux de Leucippe, les traquèrent et ils s'entretuèrent.

## Source
- Ovide, Métamorphoses [détail des éditions] [lire en ligne] (VIII, 306).